# گمینا برانشویتسه
گمینا برانشویتسه (به لهستانی:  Gmina Brąszewice) یک گمینا در لهستان است که در شهرستان شراتس واقع شده‌است. گمینا برانشویتسه ۱۰۶٫۳۳ کیلومتر مربع مساحت و ۴٬۴۸۵ نفر جمعیت دارد.